# Vlag van Rumst
De vlag van Rumst werd door de gemeenteraad op 25 maart 1987 officieel vastgesteld als de gemeentelijke vlag van de Antwerpse gemeente Rumst. Op 7 juli 1987 werd hij door het Bestuur van Vlaanderen bevestigd en uiteindelijk gepubliceerd op 3 december 1987 in het officiële Belgisch Staatsblad.
Officieel wordt de vlag beschreven als:
Twee even hoge banen van rood en van geel met een witte broekingsdriehoek.
De kleuren zijn ontleend aan het gemeentewapen, terwijl de drie delen van de vlag herinneren aan de drie voormalige gemeenten Rumst, Reet en Terhagen.

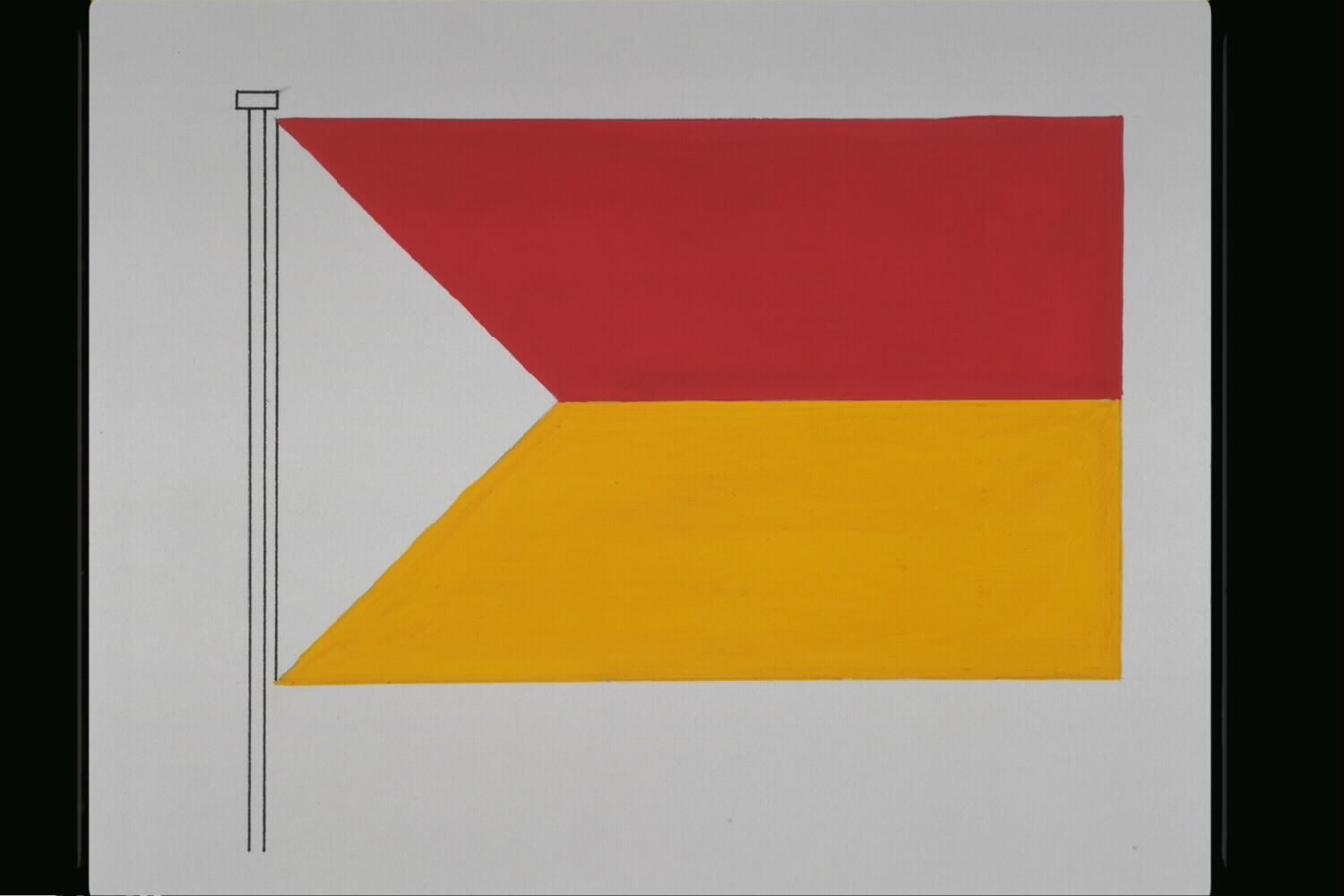
Officiële tekening van de vlag